# Randi Storm
Randi Storm, nombre artístico de Noelle Carroll (Fort Worth, Texas, 4 de noviembre de 1967) es una actriz pornográfica y modelo erótica estadounidense.

## Biografía
Originaria de Fort Worth, Texas, Randi Storm trabajó en el club de estriptis Showcase II de la ciudad a principios de los años 90. Allí conoció a varias estrellas de la industria pornográfica e incluso dejó que los productores rodaran una película en su rancho. Después de escuchar historias de sus vidas, Randi decidió darle una oportunidad al negocio y en 1995 hizo su debut en una serie de películas amateur. En un año, se convirtió en una de las jóvenes rubias más solicitadas de la escena. Después de una larga lista de películas, Randi está semirretirada del negocio para enfocarse en su lucrativa carrera de estriptis.